# Bernardo Houssay
Bernardo Alberto Houssay (n. 10 aprilie 1887, Buenos Aires, Argentina – d. 21 septembrie 1971, Buenos Aires, Argentina)  a fost un medic și fiziolog argentinian, laureat al Premiului Nobel pentru Fiziologie sau Medicină (1947) împreună cu soții Carl Ferdinand și Gerty T. Cori. A demonstrat importanța secreției lobului anterior al hipofizei în declanșarea diabetului.  

## Motivația Juriului Nobel
"... pentru descoperirea rolului jucat de hormonul lobului hipofizar anterior în metabolismul zahărului.'' "

## Viața și cariera
Bernardo Alberto a fost unul dintre cei opt copii ai avocatului de origine franceză Albert Houssay si a soției sale, de asemenea de naționalitate franceză. Familia Houssay s-a mutat în Buenos Aires, Argentina, unde Bernardo a urmat primii ani de școală la Colegio Britanico, o instituție de învățămînt privată. La doar 14 ani a intrat la Școala de Farmacie a Universității din Buenos Aires, pe care a absolvit-o în 1904. Încă din timpul cursurilor de farmacie a început să studieze medicina, iar în 1907, înainte de absolvire, a preluat un post în Departamentul de Fiziologie. Aici și-a început cercetările asupra hipofizei, care mai tîrziu avea să devină subiectul lucrării sale de doctorat. 
Din anul 1919 Bernardo Houssay a fost profesor la Școala Medicală din Buenos Aires. A înființat un institut de fiziologie pe care l-a condus până în 1943, când guvernul peronist l-a înlăturat din acest post după ce, în timpul celui de-al doilea război mondial și-a manifestat simpatia pentru coaliția antihitleristă și a semnat o declarație a unor intelectuali care cerea respectarea  democrației. Deși a primit nenumărate invitații din străinătate, Houssay a ales să rămînă în Buenos Aires, unde a înființat un alt institut, privat, de biologie și medicină experimentală, cu ajutorul unor fonduri din partea Fundației Sauberan. În 1955, guvernul nou-instalat i-a reoferit postul de la universitate.